# روماوكورت
روماوكورت (بالفرنسية: Rumaucourt)‏ هي بلدية تقع في إقليم باد كاليه من منطقة نور با دو كاليه في شمال فرنسا. تبلغ مساحة هذه المدينة 5.51 (كم²)، وترتفع عن سطح البحر 41 م، يبلغ عدد سكانها 704 نسمة حسب إحصاء المعهد الوطني للإحصاء والدراسات الاقتصادية سنة 2009 م. وترأس Edmond Cuvilliez البلدية خلال فترة (2008-2014).